# Charops luteipes
Charops luteipes là một loài tò vò trong họ Ichneumonidae.